# Zabukovje (gmina Šentrupert)
Zabukovje – wieś w Słowenii, w gminie Šentrupert. W 2018 roku liczyła 74 mieszkańców.